# 1968年グルノーブルオリンピックのルーマニア選手団
1968年グルノーブルオリンピックのルーマニア選手団（1968ねんグルノーブルオリンピックのルーマニアせんしゅだん）は、1968年2月6日から2月18日まで、フランスのグルノーブルで開催された1968年グルノーブルオリンピックのルーマニア選手団、およびその競技結果。

## 概要
今大会では、銅メダル1個を獲得した。ルーマニアは1928年サンモリッツオリンピックに初参加して以来、1960年スコーバレーオリンピックの不参加を挟み7大会メダルなしだったが、今大会冬季オリンピックルーマニア選手団として初めてのメダルとなる銅メダルを獲得した。

## メダル
| メダル | 選手名                              | 競技       | 種目        |
| ------ | ----------------------------------- | ---------- | ----------- |
| 銅     | ニコラエ・ネアゴエ イオン・パンツル | ボブスレー | 男子2人乗り |